# 堪城之声
堪城之声广播电台，又称C radio，堪城之声，当地也称FM88，总部设在澳大利亚首都堪培拉，隶属于澳星国际传媒集团及环球凯歌国际传媒集团，也是中国国际广播电台堪培拉制作室。使用频率调频88兆赫，中波1323千赫，另开设全中文电台“堪培拉中文广播”，使用中波1620千赫。同时，该公司制作并发行中文报纸《东方都市报》。

## 历史
堪城之声广播电台(堪培拉调频88.0兆赫)成立于2009年5月8日，中国国际广播电台台长王庚年亲自赴澳，与时任中国驻澳大使章均赛等共同启动开播。同属集团旗下的 AM1620堪培拉中文广播（中波1620千赫）于2015年1月30日开播。